# Elefantyna

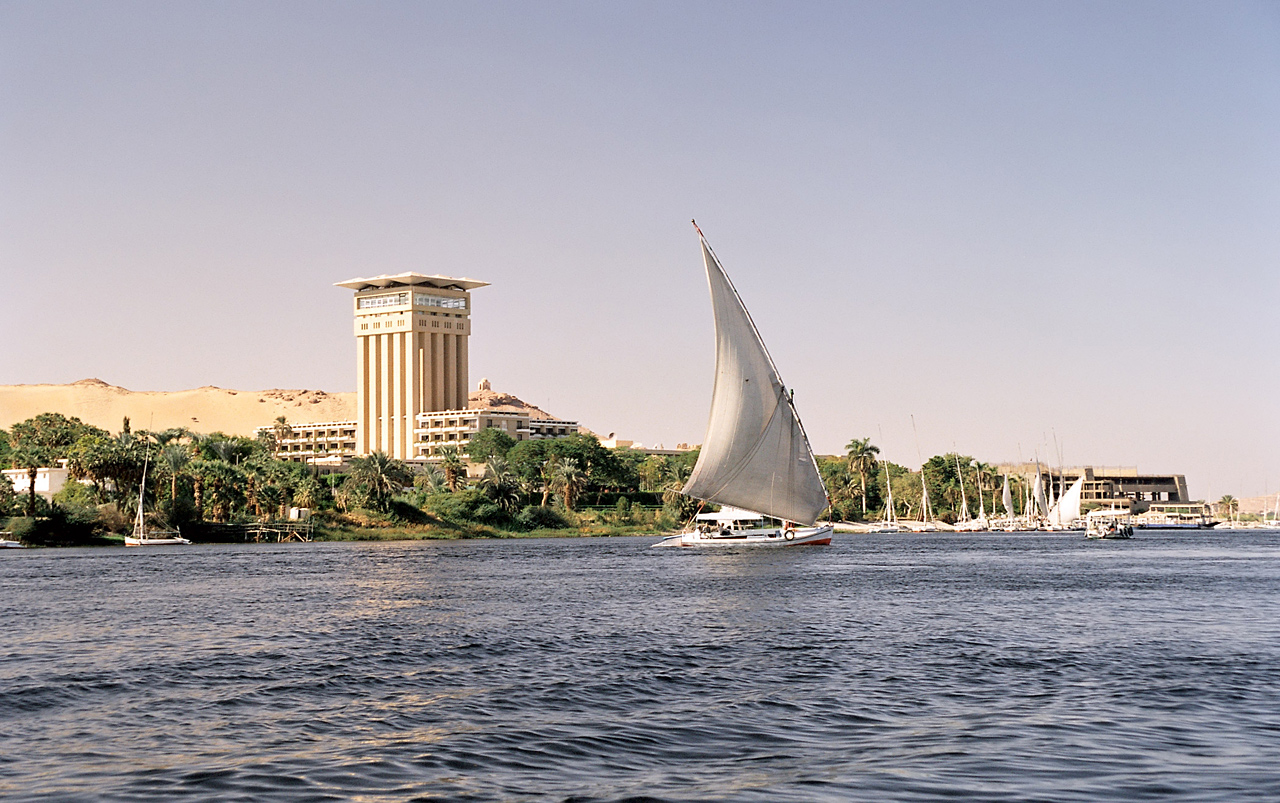
Feluka na tle wschodniego brzegu Elefantyny

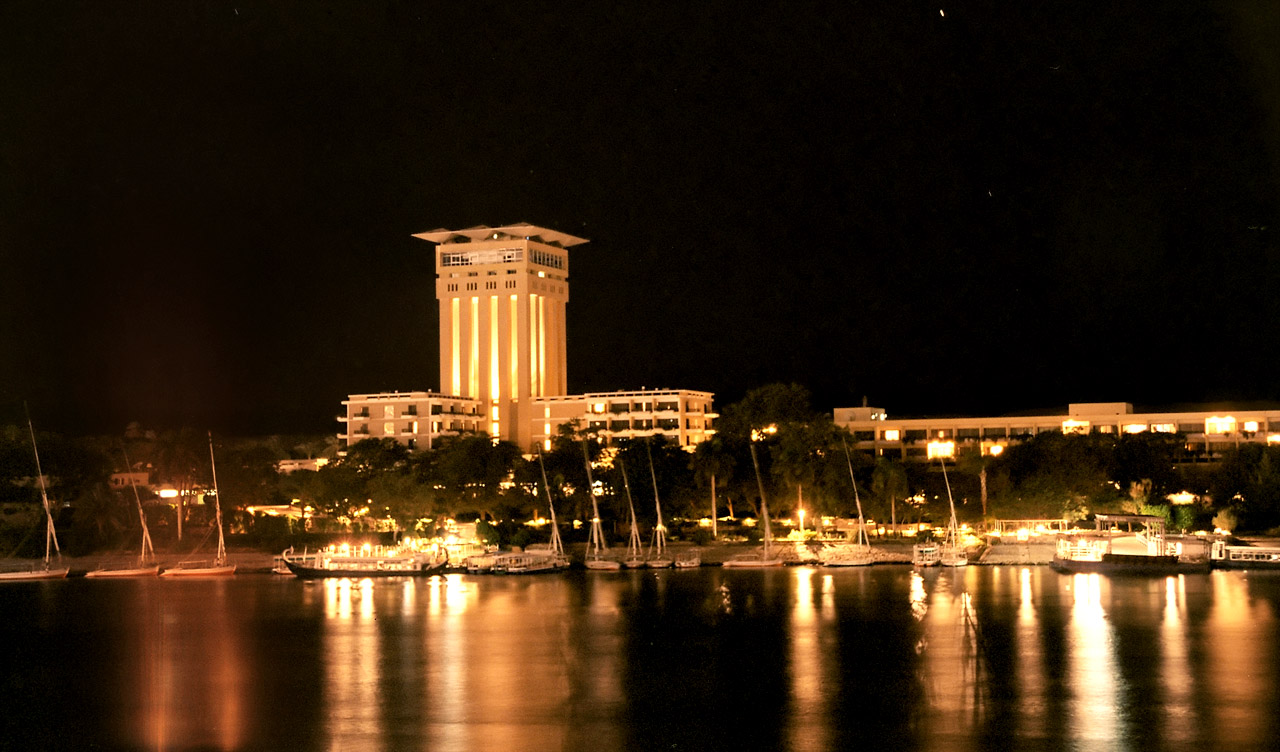
Nocny widok z Asuanu w kierunku wyspy Elefantyny

Elefantyna (od stgr. Ἐλεφαντίνη) – wyspa na rzece Nil, poniżej pierwszej katarakty. Współcześnie stanowi część miasta Asuan, w południowym Egipcie. Wyspa ma około 1200 m długości i 400 m szerokości w najszerszym miejscu.
Elefantyna znajduje się na granicy Egiptu i Nubii i w czasach starożytnych stanowiła punkt przeładunkowy dla statków, a także stanowisko obronne dla miasta.

## Znaczenie archeologiczne wyspy
Według mitologii egipskiej, na wyspie tej zamieszkiwał Chnum, bóg katarakt o baraniej głowie. Bóg ten kontrolował wody Nilu ze swoich jaskiń pod wyspą. Był czczony jako jeden z trójki, w której skład wchodził on, jego żona Satis i jego córka Anuket. Istnieją dowody na to, że świątynia Chnum znajdowała się na wyspie już podczas panowania III dynastii. Także na południowym krańcu wyspy, znajdują się ruiny późniejszej świątyni Chnuma, która została całkowicie przebudowana w okresie 30. dynastii.
Wykopaliska prowadzone przez Niemiecki Instytut Archeologiczny doprowadziły do wielu odkryć, w tym do odnalezienia zmumifikowanego barana - Chnuma. Znaleziska można obejrzeć w muzeum na Elefantynie.

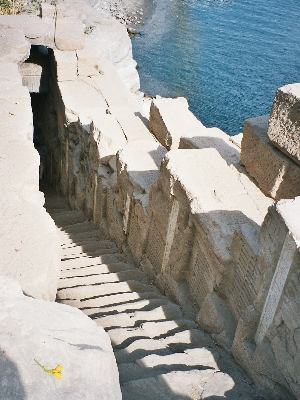
Nilometr

Na wyspie odnaleziono również artefakty pochodzące z czasów przed istnieniem dynastii. Najstarsze obecne na wyspie ruiny to granitowa piramida schodkowa z czasów trzeciej dynastii oraz mała kaplica, zbudowana przez lokalnego nomarchę z szóstej dynastii – Hekaiba.
Do innych zabytkowych znalezisk z Elefantyny zaliczyć można fragmenty Kalendarza Elefantyńskiego, datowanego na czasy panowania Tutmosisa (Totmesa) III. Stela ta jest jednym z trzech dokumentów staroegipskich wykorzystanych dla celów datowania sotisowego. Istnienie cyklu Sotisa potwierdzają podwójnie datowane dokumenty wspólnoty żydowskiej, które odkryto także na Elefantynie.
Znajduje się tam również jeden z najstarszych nilometrów w Egipcie. Nilometr ten został zrekonstruowany w okresie rzymskim i był używany jeszcze w XIX wieku. Dziewięćdziesiąt stopni, które prowadzą do rzeki, jest ponumerowanych cyframi arabskimi, rzymskimi oraz za pomocą egipskich hieroglifów.
Przed rokiem 1822, na Elefantynie znajdowały się świątynie Tutmosisa III oraz Amenhotepa III, lecz zostały wtedy zniszczone w czasie panowania osmańskiego.

## Społeczność żydowska
Społeczność żydowska na Elefantynie została założona prawdopodobnie gdy powstał obóz wojskowy około 650 roku p.n.e. w czasie panowania Manassesa jako pomoc dla faraona Psametycha I w czasie jego kampanii nubijskiej. Według innej opinii (H. J. Stoebeg) judejska kolonia powstała z resztek oddziałów wojskowych biorących udział w wojnie przeciw Nabuchodonozorowi, które po porażce zbiegły do Egiptu i przeszły na żołd faraonów. Obecność Żydów poświadczają papirusy z Elefantyny, które stanowią prawne dokumenty i listy napisane w języku aramejskim, przez społeczność żydowskich żołnierzy, może z domieszką Samarytan, stacjonujących tu w czasie perskiej okupacji Egiptu. Żaden z odnalezionych dokumentów nie był napisany w języku hebrajskim. Utrzymywali oni tu własną świątynię nazywaną Domem Jahwe (Jahou, JHW). Żydowskie dokumenty z Elefantyny obejmują okres od 495 do 399 roku p.n.e.
W 2004 roku w Brooklyn Museum of Art otwarto wystawę „Życie Żydów w starożytnym Egipcie: Archiwum rodzinne z Doliny Nilu”, która opisuje Ananjasza, urzędnika w świątyni Jahou (Jahwe), i jego żony, Tamut, która wcześniej była egipską niewolnicą należącą do żydowskiego pana Meszullama. Wystawa ta zawiera informacje dotyczące istotnych podobieństw pomiędzy praktykowanym tam judaizmem a religią starożytnego Egiptu oraz porusza temat ich współistnienia i wymieszania na Elefantynie.

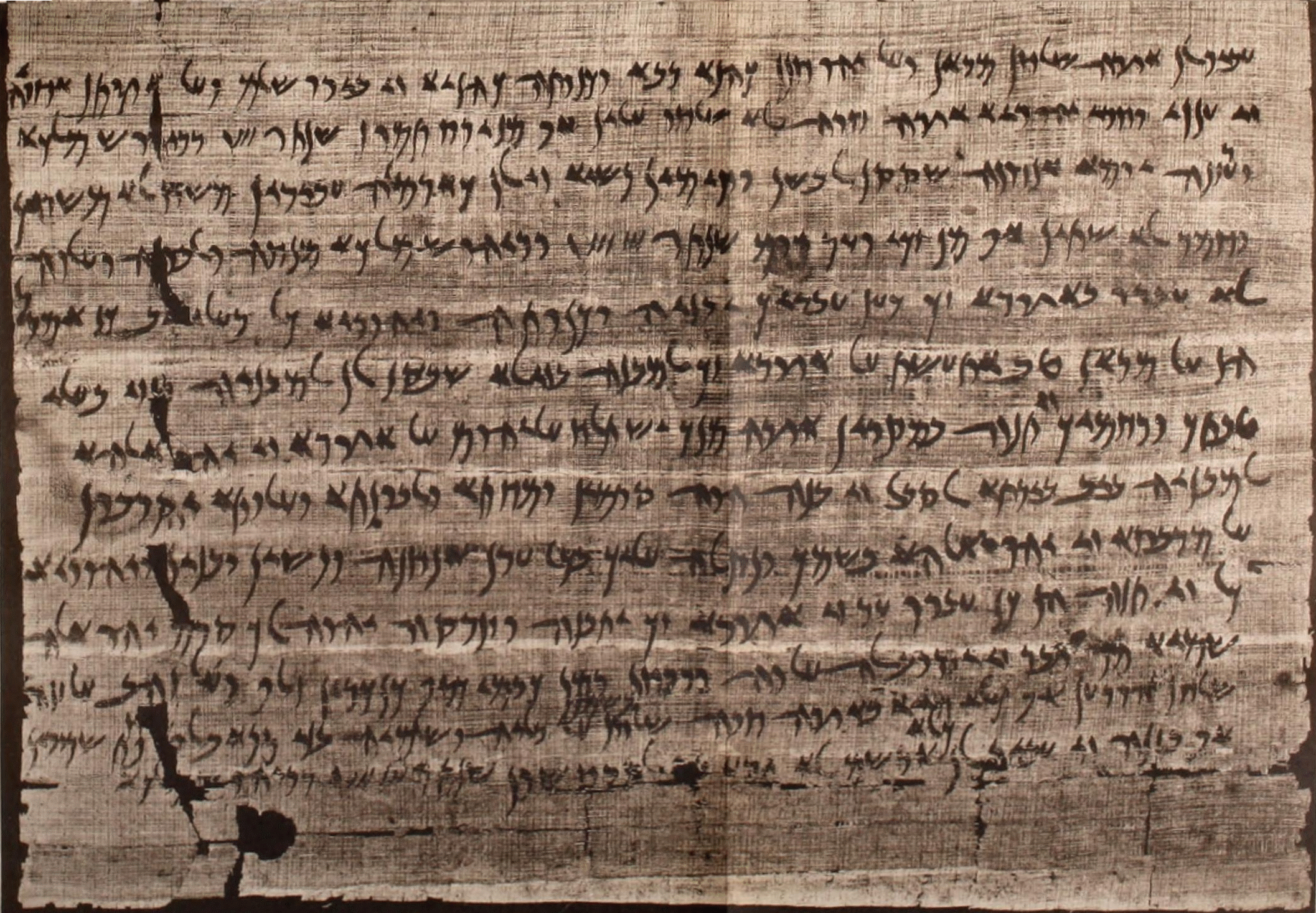
„Petycja do Bagoasa” z 407 roku p.n.e.

Na Elefantynie istniała żydowska świątynia nazywana Domem Jahwe (Jahou, JHW). Jeden z listów z Elefantyny, „Petycja do Baogasa” (obecnie w kolekcji Sayce-Cowley), pochodzący z 17 roku panowania Dariusza II (407 roku p.n.e.) skierowany do Bagoasa, perskiego namiestnika Judei, apeluje o pomoc w odbudowie świątyni Jahwe na Elefantynie, nieco wcześniej poważnie uszkodzonej przez antyżydowską społeczność miasta.
W ramach swojego odwołania, żydowscy mieszkańcy Elefantyny piszą o uszkodzonej antycznej świątyni:
'Nasi przodkowie zbudowali świątynię w twierdzy Elefantyna w czasie królestwa Egiptu, kiedy więc Kambyzes II przybył do Egiptu, zastał tę budowlę. Oni [Persowie] zburzyli wszystkie świątynie bogów Egiptu, ale nie wyrządzili żadnych szkód tej świątyni."
Wspólnota zwracała się o pomoc również m.in. do Sanballata Choronity, namiestnika Samarii i do przedstawicieli władz żydowskich. W efekcie władze wydały pozwolenie na odbudowę świątyni.
W połowie IV wieku p.n.e. żydowska świątynia na Elefantynie przestała funkcjonować. Istnieją dowody archeologiczne, że miejsce dawnej świątyni JHW zajęła rozbudowana i przebudowana świątynia Chnuma w czasie panowania Nektanebo II (360-343).

## Współczesna Elefantyna
W chwili obecnej na wyspie znajdują się stanowiska archeologiczne, luksusowy hotel Mövenpick Resort Aswan, Muzeum Asuańskie oraz kilka nubijskich wiosek. Na wyspę można się dostać z miasta Asuan za pomocą feluki, łodzi motorowej lub promem, używanym głównie przez lokalną ludność.